# دینا تیتوس
آلیس کوستاندینا "دینا" تیتوس (به انگلیسی: Alice Costandina "Dina" Titus) نمایندهٔ حوزه انتخابیه اول نوادا از حزب دموکرات ایالات متحده آمریکا در مجلس نمایندگان ایالات متحده آمریکا است که برای نخستین‌بار در ۶ ژانویه ۲۰۱۳ میلادی به‌عضویت این مجلس درآمد.